# Janka Ptacek
Janka Larissa Annelise Ptacek (Pseudonym: Jana Paradigi; * 25. August 1972 in München) ist eine deutsche Autorin. Sie veröffentlicht im Bereich Fantasy, Science-Fiction,  Kinder- und Jugendbuch.
Janka Ptacek lebt und arbeitet als hauptberuflich selbständige Unternehmerin in Bratislava (Slowakei). Den Rest der Zeit verbringt sie als Schriftstellerin in München. Seit 2001 erscheinen unter ihrem Pseudonym Jana Paradigi Kurzgeschichten für Kinder und Erwachsene. Ihr Romandebüt gab sie als Co-Autorin von Susan Schwartz in der Heftroman-Serie Maddrax (Bastei-Verlag). Darauf folgte die Beteiligung an der Romanserie SunQuest. 
Sie ist Gründerin des Kibujubu-Forums für professionelle Kinder- und Jugendbuchautor(inn)en.

## Werke
- Sunquest-Romanserie: Band 2, Der Ewige, Fabylon Verlag, ISBN 978-3-927071-18-6
- Elfenzeit-Romanserie: mehrere Bände, BS Editionen, (als Co-Autorin)
- Maddrax-Heftromane: mehrere Bände, Bastei-Verlag (teilw. als Co-Autorin)
- Sternenfaust-Heftromane: mehrere Bände, Bastei-Verlag
- Mythenland-Taschenhefte: Band 5, Kelter-Verlag (als Co-Autorin)